# Physomeloe corallifer
Physomeloe corallifer es una especie de coleóptero de la familia Meloidae. Como otras especies de géneros próximos (Meloe, Berberomeloe...) es conocida popularmente como carraleja o aceitera coralina. Tiene los élitros cortos, que solo cubren un tercio del abdomen. También tiene por los cuatro puntos de color rojo coral que adornan su escudo cervical (pronoto). A estos puntos debe su nombre específico, corallifer, que significa "que lleva coral". Son marcas de tipo aposemático, para advertir a posibles depredadores del peligro de consumirlos. Como en la mayoría de los insectos, las hembras son más grandes que los machos, midiendo hasta unos 3 centímetros.
No se conocen bien sus plantas nutricias.
Este coleóptero y otros de la familia Meloidae tienen la capacidad de parasitar otros insectos, como por ejemplo las abejas. Después de la cópula, la hembra pone numerosos huevos bajo una planta. Cuando eclosionan, las larvas trepan por el tallo hasta las flores. Ahí esperan a que llegue un insecto en busca de polen, se aferra a sus patas y los lleva volando hasta su nido. Esto ocurre también con abejas silvestres. Una vez en el nido, lo alimenta de huevos y de sustancias almacenadas, como miel. Con este ciclo vital, no es de extrañar que la mayoría de las larvas eclosionadas de aceitera mueran sin llegar a adultas.
Es más activa y fácil de ver a lo largo del mes de abril, del mismo modo que su pariente Berberomeloe majalis, muy semejante aunque de otra tribu distinta. 
Como otros miembros de la familia Meloidae, si se les molestan secretan hemolinfa, la cual contiene cantaridina, muy irritante para la piel y que provoca llagas dolorosas. Si afecta a los ojos produce conjuntivitis.

## Distribución geográfica
Es un endemismo ibérico, es decir, sólo habita en España y Portugal. Se encuentra con frecuencia en las dos vertientes del Sistema Central, y en todo el valle del Duero. Más abundante por la zona centro. Parece que también ha sido registrado de manera esporádica en localidades del sur y el este de la Península.